# Glacier de Findelen
Le glacier de Findelen est un glacier du massif des Alpes valaisannes, en Suisse.
Il naît au pied de la Cima di Jazzi et descend vers la vallée de Zermatt (Mattertal). Il est un des plus importants glaciers de la région de Zermatt avec le glacier du Gorner et du glacier de Zmutt. Ce glacier fait partie des glaciers mondiaux suivis par le Service de surveillance mondiale des glaciers. Le glacier a été durant de nombreuses années un véritable laboratoire pour les glaciologues suisses, qui y ont observé son fonctionnement complexe.
Sa partie supérieure se trouve à 3 800 m d'altitude et son front vers 2 500 m (1979). Il mesurait 10,4 km en 1850, 7,8 km de long en 1973, 7,7 km en 2000 et sa surface était de 17,3 km2 en 1973. Entre 1957 et 1958, son front a reculé de 450 mètres.
Sa fonte en 2005 était de 25 cm d'épaisseur alors qu'elle a dépassé 1,30 m en 2008.
Les eaux du glacier sont captées pour alimenter le barrage de la Grande-Dixence.